# Pająk (Konopiska)
Pająk – części wsi Konopiska w Polsce w gminie Konopiska, powiat częstochowski, województwo śląskie.
Na terenie Pająka, w ośrodku harcerskim ówczesnej Chorągwi Częstochowskiej ZHP (obecnie Hufca ZHP Częstochowa) nad zalewem Pająk, Związek Harcerstwa Polskiego zorganizował w dniach 12-17 sierpnia 1991 Zlot 80-lecia Harcerstwa Polskiego.